# Вітренко Ігор Володимирович
І́гор Володи́мирович Вітре́нко — солдат Збройних сил України, 79-а окрема аеромобільна бригада.
В ході бою зазнав поранення, сліпа осколкова рана лівої гомілки, прибув на лікування в Миколаївський госпіталь 12 червня 2014-го.

## Нагороди
- орден «За мужність» III ступеня (26.07.2014)